# Кайро (област)
Кайро (на арабски: القاهرة) е мухафаза в Северен Египет, разположена на десния бряг на река Нил над нейната делта. Граничи с областите Калубия и Шаркия на север, Исмаилия и Суец на изток и Гиза на юг и на запад. Административен център е град Кайро.